# Orden Militar de María Teresa

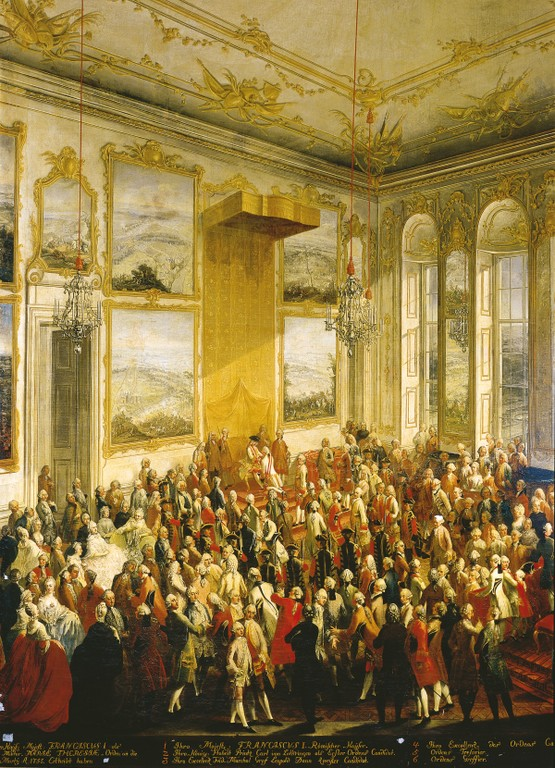
La primera ceremonia de la Orden de María Teresa en 1758. Bajo el dosel del Emperador, María Teresa.

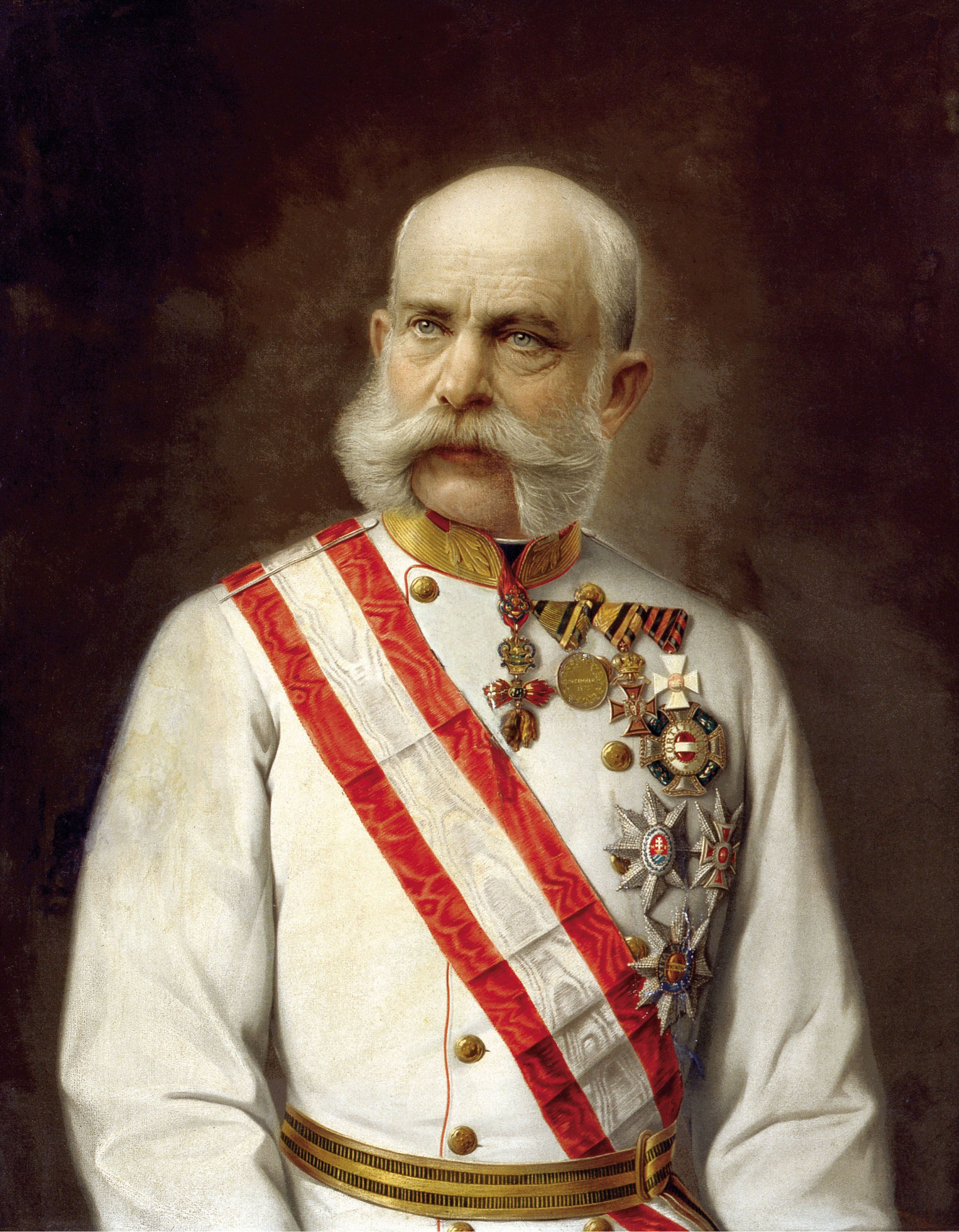
Francisco José I, llevando la estrella y cinta de Caballero de la Gran Cruz.

La Orden Militar de María Teresa (en alemán: Militär Maria Theresien Orden) fue una orden militar del Imperio austrohúngaro. Fue establecida el 18 de junio de 1757 por la emperatriz austriaca María Teresa I de Austria.

## Motivo de la creación
La medalla se creó el día de la Batalla de Kolin, con la idea de premiar a los oficiales del ejército que hubiesen llevado a cabo actos de especial mérito y valor. Originalmente se creó la orden con dos clases (Cruz y Gran Cruz). Pero el 15 de octubre de 1765, el emperador José II de Austria le agregó dos clases más (Comendador y 2ª Clase).

### Requisitos para recibirla
Para recibir esta orden solo se revisaba el expediente militar del oficial en cuestión, ignorando cualquier otro aspecto de la persona, tales como su grupo étnico, casa de nacimiento...

### Otros datos
Para las viudas de los condecorados, existía un derecho a recibir la mitad de la paga de su marido en vida en calidad de pensión.

## Grados
La Orden contó con 3 grados:
- Caballero de gran cruz.
- Comendador.
- Caballero.

### La medalla en el uniforme
| Uniformes napoleónicos |            |           |
|                        |            |           |
| Uniforme del siglo XX  |            |           |
|                        |            |           |
| Lugar de la cinta      |            |           |
| Caballero              | Comendador | Gran Cruz |

## Desaparición
La orden dejó oficialmente de existir con la caída de la dinastía de Habsburgo en 1918. La reunión (oficiosa) pasada del capítulo de la orden ocurrió en 1931. La medalla se ha concedido un total de 1241 veces. De las cuales hubo 131 comisionados en la orden.
Se llegó a conceder la medalla de la orden tras la Primera Guerra Mundial hasta en 10 ocasiones.